# Kick Off
Kick Off est un jeu vidéo de football développé et édité par Anco en 1989 sur les micro-ordinateurs Amiga et Atari ST. Le jeu a été conçu, programmé et dessiné par Dino Dini sur Atari ST, qui l'a adapté avec Steve Screech sur Amiga. Le jeu a été très bien reçu en étant considéré comme l'un des meilleurs du genre. Fin 1989, le jeu est sorti sur Amstrad CPC, Commodore 64 et ZX Spectrum. Ces versions n'ont généralement pas reçu d'aussi bonnes critiques. En 1991, le jeu a été adapté sur NES, Super Nintendo et, sous le titre Super Kick Off, sur Master System, Mega Drive, Game Boy et Game Gear (cf. Kick Off 2).
Kick Off a eu une extension Extra Time et a été décliné en jeu de management avec Player Manager. Il a donné lieu a de nombreuses itérations (cf. Chronologie).

## Système de jeu
Kick Off propose un gameplay original grâce à la programmation d'un modèle de physique simple appliqué aux joueurs et au ballon, inédit et révolutionnaire pour Football de sa génération.  
Alors que le ballon était « collé » au pied des joueurs dans les autres jeux de football, dans Kick Off, le ballon est « poussé » et demande au joueur précision et entraînement. Ainsi, un joueur expérimenté est capable d'envoyer le ballon précisément à l'endroit où il le souhaite. Ce contrôle et cette maîtrise instinctive de l'action apportait plus de réalisme malgré un graphisme et une animation simplifiés par rapport aux autres jeux de football édités dans le même temps. L'approche originale du jeu fut parfois décriée, certains estimant qu'il s'agissait là d'un jeu de "billard-football" ou de "pousse-ballon".
À cela, s'ajoute d'autres innovations : les tirs brossés, les ralentis, le graphique de position des joueurs sur le terrain, joueurs avec des caractéristiques différentes, réglages tactiques, différents types de terrain, etc. Tout cela réuni, fera de Kick Off et de son successeur, Kick Off 2, une série à succès sur micro-ordinateur dépassant de loin le gameplay de ses concurrents. En 1992, Sensible Soccer lui a succédé dans le cœur de nombreux amateurs du genre, notamment en proposant une vue plus large du terrain de jeu   et un gameplay qui privilégie davantage une approche collective et tactique du jeu.

## Développement
- Programmation : Dino Dini
- Graphismes : S. Redpath, Steve Screech
- Test : Steve Screech

## Histoire
En 1990, Kick Off 2 est édité par Anco. Cette suite a plus de succès commercial que son prédécesseur et sera complétée par divers extensions mais aussi la sortie de Player Manager, un jeu de gestion.
L'année suivante, la série est déclinée sur divers consoles de jeu, sous le titre Super Kick Off. Ces versions n'ont pas été réalisées par l'équipe originelle et les versions Amiga et Atari ST, programmées ou supervisées par Dino Dini, sont généralement considérées plus réussies. En 1992, un troisième épisode est en développement, mais à la suite d'un désaccord avec Anco (notamment sur les versions adaptées sur consoles), Dino Dini quitte la société en 1993 pour Virgin Games, pour qui il réalisera Goal!.
La même année, Anco publie Kick Off 3 programmé par Steve Screech, un jeu plus éloigné du gameplay de la série Kick Off. Goal! est alors considéré comme la suite plus logique à Kick Off 2 et certainement la version de la série la plus aboutie.
En 2001 Steve Screech commence un projet appelé Ultimate Kick Off. Le jeu est publié par Anco en 2002 sous le nom Kick Off 2002. Plus tard une suite prévue appelée Kick Off 2004 n'a jamais été publiée. En 2003, Dino Dini travaillait sur une suite à Kick Off au sein de sa société Abudant Software.
Contre toute attente, Dino Dini sort en pleine compétition de l'Euro 2016, le jeu Dino Dini's Kick Off Revival sur PlayStation 4.
En 2016, Kick Off World commence un projet appelé AfterTouch Soccer avec l'autorisation des graphismes originaux de Steve Screech. Le jeu est publié par itch.io en 2017

## Chronologie
- 1989 - Kick Off
  - 1989 - Kick Off Extra Time (extension)
- 1990 - Player Manager
- 1990 - Kick Off 2
  - 1990 - Giants of Europe (extension)
  - 1991 - The Final Whistle, Return to Europe, Winning Tactics, Maths Disk (extensions)
- 1991 - Super Kick Off
- 1994 - Kick Off 3
- 1995 - Player Manager 2
- 1996 - Kick Off 96
- 1997 - Kick Off 97
- 1998 - Kick Off 98
- 1998 - Kick Off World
- 2002 - Kick Off 2002
- 2016 - Dino Dini's Kick Off Revival
- 2017 - AfterTouch Soccer